# Chongwe
Chongwe é uma cidade e um distrito da Zâmbia, localizados na província Lusaka.